# Casa în care a locuit academicianul N. A. Dimo
Casa în care a locuit academicianul N. A. Dimo, cunoscută și drept Casă individuală sau Casă de raport a lui H. Hâncu în care a locuit academicianul Dimo, este un monument istoric și de arhitectură de însemnătate națională din orașul Chișinău. A fost construită între 1895 și 1899.

## Istorie
Prima atestare documentară a acestui lot de pământ este din anul 1858, când casa ridicată aici, pe atunci de un singur nivel și construită în furci, aparținea Iuliei Carlovna Stefanov. În 1895 proprietatea a fost cumpărată de negustorul și nobilul Hariton V. Hinculov, care a demolat casa veche și a construit una nouă din piatră, alcătuită dintr-un parter, în care se aflau șapte odăi cu comodități. În 1899 casa a fost cumpărată de nobilul Șișko, iar în 1906 a trecut în proprietatea nobililor V.E. și E.P. Varzari. În perioada interbelică proprietară a fost atestată Olga Atanasiu.
În 1946-1959 în acest imobil a locuit pedologul Nicolai Alexandrovici Dimo, fondatorul catedrei de pedologie și a institutului omonim.

## Arhitectură
Casa de locuit este tipică locuințelor din Chișinău de la sfârșitul secolului al XIX-lea – începutul secolului al XX-lea, și anume prin faptul că detaliile arhitectonice clasiciste sunt interpretate în spiritul stilului modern.
Clădirea este alcătuită dintr-un parter cu planul pătrat și o aripă alungită în adâncul curții, cu fațada principală aliniată străzii Bănulescu-Bodoni. Structura planimetrică este longitudinal-transversală, cu legătura încăperilor în anfiladă. Odăile „nobile” sunt orientate spre stradă, iar încăperile gospodărești spre curte. Subsolul clădirii este amplu. De-a lungul fațadei posterioare se afla o galerie deschisă.
Fațada principală are o compoziție asimetrică, fiind alcătuită din opt axe, șapte goluri de ferestre și unul al intrării, amplasată într-un rezalit lateral, spre dreapta, unde se afla intrarea în curte. Recent, compoziția a fost modificată prin instalarea unei intrări în locul unei ferestre și construcția unui tambur bastard în fața intrării vechi.
Paramentul este din zidărie aparentă, din piatră de calcar, cu alternarea asizelor în două nuanțe. Rezalitul este evidențiat printr-un atic, de la care s-au păstrat tumbele laterale din piatră, componente ale unui parapet din grile metalice (parapetul a dispărut). Ferestrele au ancadramente-plinte, cu evidențierea bolțarului central, sprijinite pe o plită de pervaz comună pentru toate ferestrele, care izolează partea inferioară a peretelui sub forma unui soclu. Sub cornișă se află o friză netedă, cu goluri rectangulare pentru aerisirea podului.